# Alpes suisses Jungfrau-Aletsch
Le site Jungfrau-Aletsch-Bietschhorn est un site naturel situé en Suisse inscrit au Patrimoine mondial de l'UNESCO depuis 2001. Le site a été étendu en 2007.

## Situation géographique
Le site est situé dans les Alpes suisses à cheval sur les cantons de Berne et du Valais. Il couvre une zone de 82 400 ha située dans l'est des Alpes bernoises sur le glacier d'Aletsch ainsi que sur les montagnes environnantes telles l'Eiger, la Jungfrau, le Bietschhorn et le Finsteraarhorn.

## Classification
Le site a été classé une première fois en 2001 avec une superficie de 53 900 ha. En 2007, le site est étendu vers l'est et l'ouest et atteint une superficie de 82 400 ha. Ce site a été classé par l'UNESCO selon trois critères : VII, VIII, IX. Le critère VII est lié à la représentation de phénomène naturel, le critère VIII à la représentation des grands stades de l'histoire de la terre. Le critère IX est basé sur l'aspect du site à représenter des processus écologiques et biologiques en cours.